# Imponderabilidade

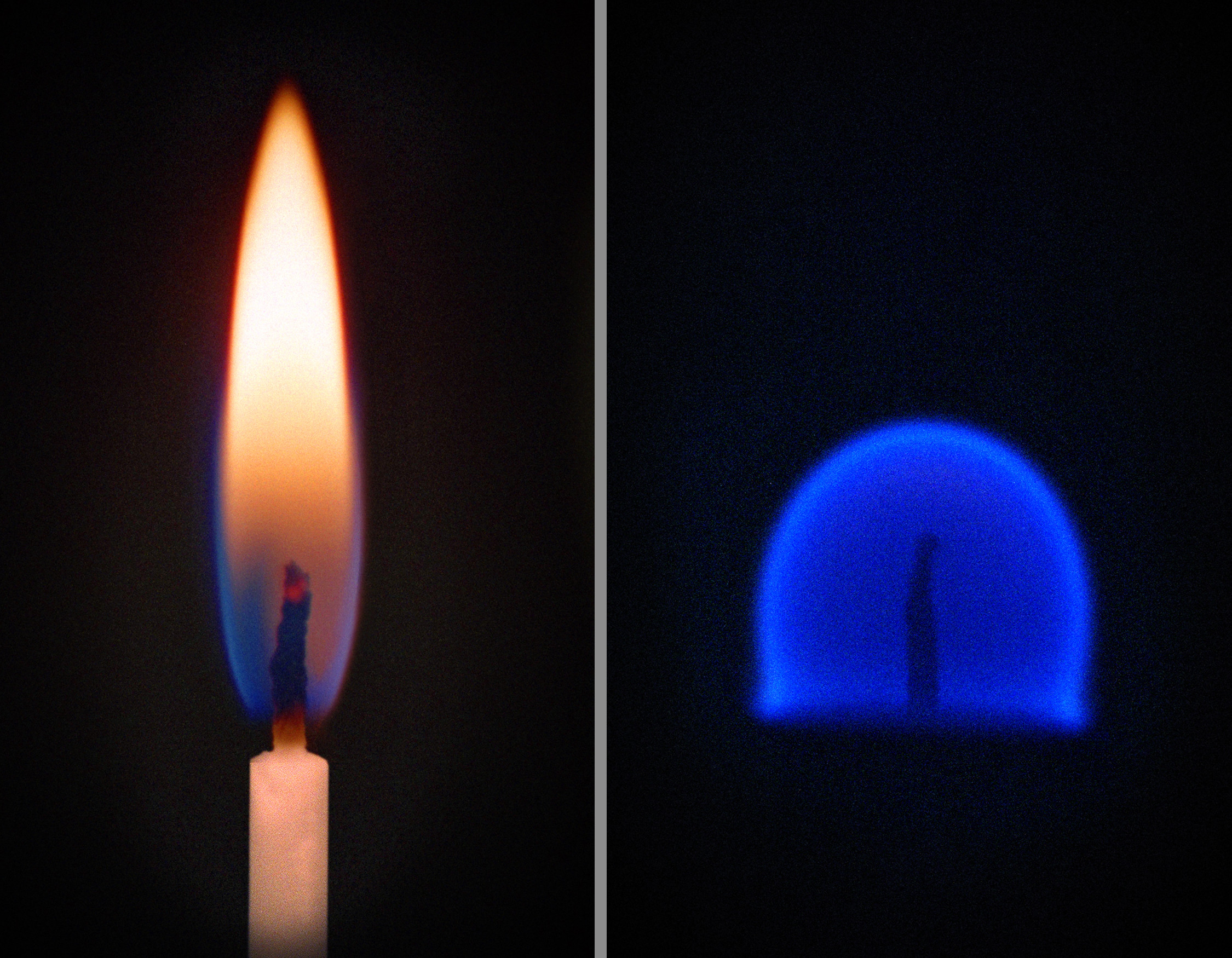
Chama de uma vela em condições orbitais, à direita, e apoiada na Terra, à esquerda. A diferença deve-se à ausência de empuxo quando em estado de imponderabilidade

Sob imponderabilidade quando em queda livre, gotículas de água tomam a forma esférica

Imponderabilidade é o estado em que não se pode discernir se está sob a ação de um campo gravitacional ou em queda livre. Também é descrita como a sensação de ausência de compressão de apoio, resultante da ausência de força normal.

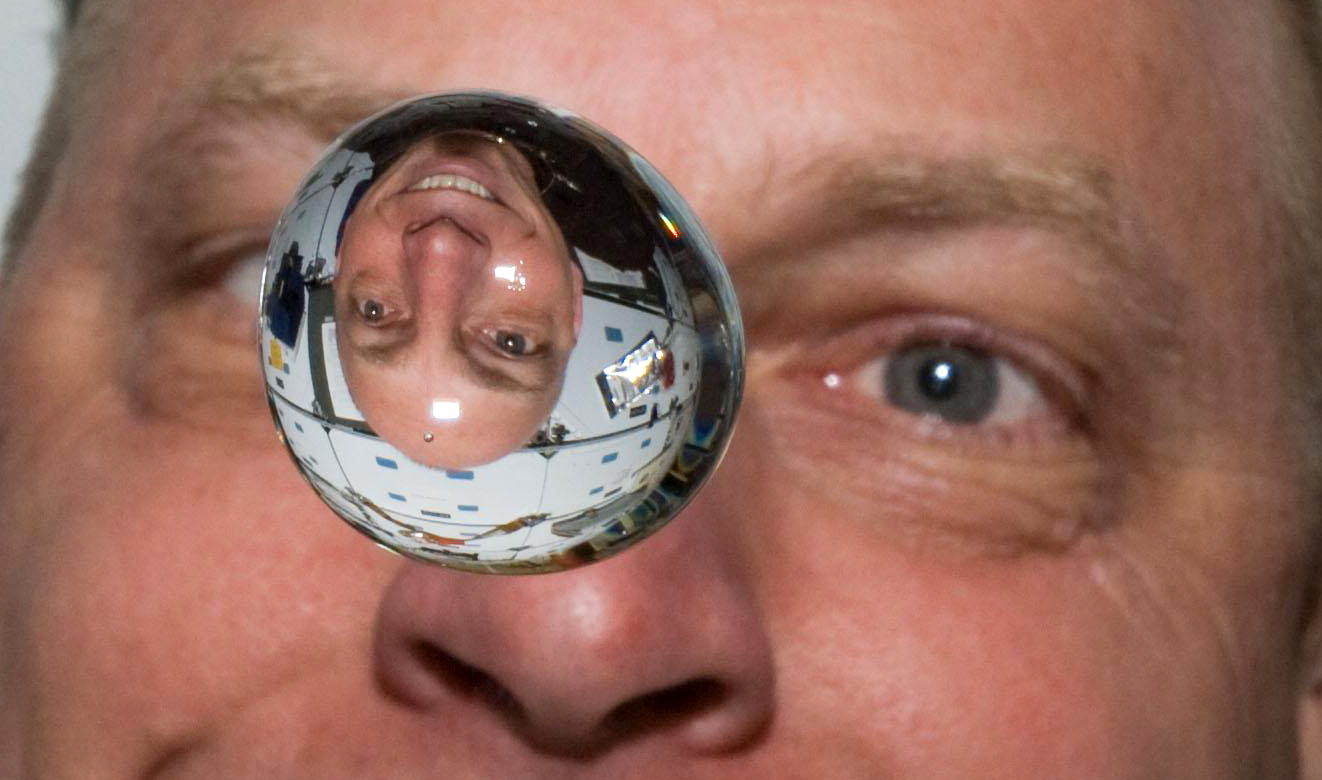
Astronauta em órbita observando uma gota de água flutuando

A força gravitacional é aplicada diretamente em todos os pontos do corpo de modo a produzir a mesma aceleração em todos eles, de forma que não existem compressões entre partes do corpo e o peso não é percebido pelos sentidos quando se está em queda livre. Mas quando se está sentado em uma cadeira apoiada na superfície da Terra há uma força normal a somar-se ao peso a fim de cancelar seu efeito (aceleração). Como esta força aplica-se de forma localizada, esta leva à existência de compressão ao longo da estrutura do corpo, que gera a sensação de peso, o que não acontece quando se está em queda livre.
Considerando-se a exemplo uma pessoa no interior de um avião, de um elevador ou de uma nave espacial que cai livremente, observa-se que a aceleração desta pessoa e da nave espacial são as mesmas, e que a pessoa - tendo por referência apenas a nave - aparentemente não tem peso: ela flutua livremente dentro da nave; e, se a pessoa estiver segurando um objeto e soltá-lo, ele permanecerá — em relação a pessoa e à nave — no mesmo lugar  no qual foi solto. Durante a maior parte das fases de uma viagem espacial, os astronautas estão em estado de imponderabilidade.
O princípio da imponderabilidade foi utilizado por Albert Einstein como inspiração à elaboração da teoria da relatividade geral, sendo este um caso especial do princípio da equivalência.
O corpo humano não está acostumado a este estado, e, em viagens muito longas, exercícios especiais devem ser realizados para que não haja efeitos negativos a longo prazo. Há academias de ginástica construídas para tal fim nas estações orbitais, e os astronautas que permanecem por longos períodos em órbita devem exercitar-se diariamente por no mínimo 2 horas e 30 minutos a fim de evitarem-se atrofias no sistema motor. Nessas condições, alguns cosmonautas da antiga União Soviética passaram um ano sob os efeitos de imponderabilidade e aparentemente nenhuma consequência de longo prazo resultou disso.
Visto que algumas experiências cuidadosamente realizadas permitem ao astronauta identificar a presença do campo de gravidade —especificamente o gradiente do campo gravitacional— o verdadeiro estado de imponderabilidade só pode ser atingido no espaço distante —em regiões onde o campo gravitacional possa ser considerado uniforme ao longo de toda a nave (ver força de maré)